# Pod pískem
Pod pískem (v originále Sous le sable) je francouzský hraný film z roku 2000, který režíroval François Ozon. Snímek měl světovou premiéru na Mezinárodním filmovém festivalu v Torontu dne 11. září 2000.

## Děj
Marie je již 25 let šťastně vdaná za Jeana. Vyučuje anglickou literaturu na univerzitě v Paříži. Během letní dovolené páru poblíž Lit-et-Mixe v Landes se Jean koupe v moři, zatímco Marie zůstává na pláži a je pohroužena do čtení knihy. Když hledá Jeana, už ho nevidí. Žádní svědci ho neviděli vstupovat do vody a plavat. Jeho tělo nebylo nalezeno, což vyvolává několik otázek. Zmizel Jean dobrovolně, spáchal sebevraždu, utopil se? Bez těla, které by mohla oplakávat, Marie předstírá, že je její manžel stále naživu.

## Obsazení
| Charlotte Rampling    | Marie Drillon                |
| Bruno Cremer          | Jean Drillon                 |
| Jacques Nolot         | Vincent                      |
| Alexandra Stewart     | Amanda                       |
| Pierre Vernier        | Gérard                       |
| Andrée Tainsy         | Suzanne Drillon, matka Jeana |
| Michel Cordes         | policejní komisař            |
| Maya Gaugler          | Němka                        |
| Damien Abbou          | hlavní hlídač na pláži       |
| David Portugais       | mladý plavčík                |
| Pierre Soubestre      | policista                    |
| Agathe Teyssier       | zástupkyně luxusního obchodu |
| Laurence Martin       | žena prodávající byt         |
| Jean-François Lapalus | lékař                        |
| Laurence Mercier      | lékařova sekretářka          |
| Fabienne Luchetti     | lékárnice                    |

## Ocenění
- Mezinárodní filmový festivalu v San Sebastianu: nominace na Zlatou mušli
- Evropské filmové ceny: nominace na nejlepší režii a nejlepší herečku (Charlotte Rampling)
- César: nominace na nejlepší film, nejlepší režii (François Ozon) a nejlepší herečku (Charlotte Rampling)